# Michael Niklaus
Michael Niklaus (* 20. Mai 1966) ist ein ehemaliger deutscher Fußballspieler.

## Karriere
Michael Niklaus kam 1988 vom Post SV Nürnberg zur SpVgg Unterhaching und spielte mit dem Klub in der Saison 1989/90 in der 2. Bundesliga. Dort kam er in elf seiner zwölf Zweitligaeinsätze als Einwechselspieler zum Zug, bei seinem einzigen Spiel in der Startformation am 10. Spieltag gegen Preußen Münster schoss er sein einziges Tor und wurde nach 85 Minuten für Klaus Glaner ausgewechselt. Zum Saisonende stieg er mit Unterhaching wieder in die Bayernliga ab.